# 藤原康博
藤原 康博（ふじわら やすひろ、1976年7月8日 - ）は、徳島県出身の、日本の柔道選手である。階級は90kg級と100kg級。身長187cm。得意技は内股、払腰。

## 経歴
阿波高校から京都産業大学へ進むと、4年の時に正力杯の90kg級で3位となった。1999年に大学を卒業して大阪府警の所属となると、講道館杯の100kg級で3位だった。2000年には全日本選手権に初出場を果たすと、内股で2試合を一本勝ちするなど予想外の活躍で準決勝まで進むが、今大会3連覇を達成した100kg超級と無差別の世界チャンピオンである旭化成の篠原信一に教科書のような内股で投げられたものの、3位入賞を果たした。2003年の全国警察柔道選手権大会で3位となった。

## 戦績
- 1998年 -　正力杯　90kg級　3位
- 1999年 -　講道館杯 3位
- 2000年 -　全日本選手権　3位
- 2003年 -　全国警察柔道選手権大会　3位

(出典、JudoInside.com)